# キャノン空軍基地
キャノン空軍基地（キャノンくうぐんきち、英: Cannon Air Force Base）は、ニューメキシコ州クローヴィスに位置するアメリカ空軍の基地である。AC-130W対地攻撃機などを運用する第27特殊作戦航空団が所在している。

## 概要
1920年代後半、ニューメキシコ州クローヴィス近郊に民間の航空旅客施設ポート・エアフィールドが開設され、1930年代にはクローヴィス市営空港に改称された。
第二次世界大戦勃発後、アメリカ陸軍航空軍の基地として使用されることとなり、1942年7月6日に第2航空軍の基地とされ、1943年4月8日にクローヴィス陸軍飛行場へ改称、B-24爆撃機などの乗員訓練が行われた。第二次世界大戦後は予算削減等に伴い、基地の運用状況が低下、1946年11月1日にコロラド州コロラドスプリングス陸軍飛行場の管理下に置かれた。1947年にアメリカ陸軍航空軍からアメリカ空軍が独立後、基地は再活性化され、1948年1月13日にクローヴィス空軍基地へ改称したが、爆撃航空団を運用する予算が確保できなかったため同年7月1日から予備役状態に置かれた。
1950年の朝鮮戦争勃発後、基地の運用計画が見直され、1951年7月23日に戦術航空軍団の基地となり、P-51D戦闘機を運用する第140戦闘爆撃航空団が配備された。1957年6月8日にはジョン・K・キャノン将軍にちなみ、キャノン空軍基地へ改称された。
1959年2月に配備された第27戦術戦闘航空団はF-100戦闘機運用後、1970年にF-111D戦闘爆撃機を運用し、1991年には第27戦闘航空団に改編、1995年からF-16戦闘機を運用した。2007年10月1日には空軍特殊作戦コマンド隷下に隷属替えとなり、第27特殊作戦航空団へ改編、MC-130J輸送機やAC-130W対地攻撃機などを運用するようになり、キャノン空軍基地のホストユニットとなった。

## 所在部隊
空軍特殊作戦コマンド隷下
- 第27特殊作戦航空団（英語版）[3]
  - 第27特殊作戦群（英語版）
    - 第3特殊作戦飛行隊（英語版） - MQ-1
    - 第9特殊作戦飛行隊（英語版） - MC-130J
    - 第12特殊作戦飛行隊（英語版） - MQ-9A
    - 第16特殊作戦飛行隊（英語版） - AC-130W
    - 第20特殊作戦飛行隊（英語版） - CV-22B
    - 第27特殊作戦中隊
    - 第33特殊作戦飛行隊（英語版） - MQ-9A
    - 第56特殊作戦情報中隊
    - 第318特殊作戦飛行隊（英語版） - U-28A（英語版）

  - 第27特殊作戦整備群
    - 第27特殊作戦航空機整備中隊
    - 第27特殊作戦整備中隊
    - 第727特殊作戦航空機整備中隊

  - 第27特殊作戦医療群
    - 第27特殊作戦健康管理運用中隊
    - 第27特殊作戦医療準備運用中隊
    - 第27特殊作戦医療支援中隊

  - 第27特殊作戦任務支援群
    - 第27特殊作戦施設中隊
    - 第27特殊作戦通信中隊
    - 第27特殊作戦契約中隊
    - 第27特殊作戦福利厚生中隊
    - 第27特殊作戦兵站即応中隊
    - 第27特殊作戦警備中隊
- 第24特殊作戦航空団（英語版）
  - 第720特殊戦術群（英語版）
    - 第26特殊戦術中隊（英語版）
- 第492特殊作戦航空団（英語版）
  - 第492特殊作戦訓練群
    - 第551特殊作戦飛行隊（英語版） - AC-130W、MC-130J、CV-22B、MQ-9A、C-145（英語版）、C-146A

第16空軍隷下
- 第363情報・監視・偵察航空団（英語版）
  - 第361情報・監視・偵察群（英語版）
    - 第43情報中隊（英語版）